# Apacāyana
Apacāyana bedeutet im traditionellen Buddhismus Ehrerbietung erweisen als eine Übung zum Erwerb religiöser Verdienste.

## Allgemein
Gesten des Respekts und der Anerkennung dienen innerhalb der buddhistischen Sangha (‚Versammlung, Gemeinde‘) also der Vierfachen Gemeinschaft (parisā) zur Rollen- und Vorbildwirkung. Liebe und Respekt gegenüber jenen, die Dharma (buddhistische Ethik) vermitteln können, wird als Grundlage für die Fähigkeit angesehen, es zu empfangen.
Apacāyana hängt vom Gegenstand der Ehrerbietung, von der Qualität der Handlung in Wort und Tat und von der Absicht und Geisteshaltung ab.
Zu den erhabenen Dingen zählen die Drei Juwelen, Meditation, Tugend, Gewissenhaftigkeit, Zuvorkommenheit und Gastfreundlichkeit. Ehrerbietung soll aber auch in kleinen Dingen des täglichen Lebens und im Familienkreis gepflegt werden. Die Objekte der dreifachen Zuflucht zählen als die höchsten Gegenstände. Vor jeder Zeremonie oder Lehrrede wird dem Lehrer (Buddha), der Lehre (Dhamma), und der Gemeinschaft (Sangha) Ehre erwiesen.

„Den Lehrer respektieren, das Dhamma respektieren, und mit einem heftigen Respekt vor der Sangha, respektierend Konzentration, begeistert, und einem heftigen Respekt vor der Übung, ein Bhikkhu, Gewissenhaftigkeit respektierend, und mit einem Respekt vor Zuvorkommenheit — unfähig des Abfallens — ist recht in der Gegenwart der Ungebundenheit.“

## Personen
Apacāyana bedeutet jenen Respekt und Anerkennung zu erweisen, die einem an Alter, Tugend, Moral, Rechtschaffenheit und Weisheit überlegen sind. Mutter und Vater haben eine ganz besondere Stellung und werden die "ersten Götter" genannt. Besonderer Respekt wird gegenüber Lehrern und Gelehrten geübt. Die Gruppe der Lehrer und Gelehrten steht über dem Alter, Asketen und Mönche über allen anderen Rängen.
Ehre wird gegenüber Göttern und göttlichen Wesen (Devas) erwiesen. Demut und Ehre gilt den Ariyas (Heiligen, Erhabenen) aus der Sangha (Gemeinschaft der Heiligen). Paceccabuddhas und der Buddha selbst gehören zu dieser Gruppe. Der Buddha und seine Schüler wurden von Brahmanen kritisiert, weil sie hochrangige Personen nicht verehrten. Der Grund liegt darin, dass sie Alter und soziale Stellung den buddhistischen Tugenden, vor allem der Askese, untergeordnet hatten. Bhikkhus ist es sogar untersagt, gewissen Personen Respekt zu erweisen.
Die Rangordnung der vollordinierten Mitglieder der Gemeinde wird durch den Zeitpunkt der Vollordination geregelt. So zollt selbst ein 70-jähriger, der erst kurz Vollordination erlangt hat, einem dreißigjährigen Thera Respekt. Nonnen müssen selbst einem Mönch, der erst am selben Tag eingeweiht wurde, Respekt erweisen.
Das Maha-parinibbana Sutta nennt vier Personen, die würdig seien, ihnen eine Stupa (Gedenkstätte mit Reliquien) zu errichten: ein völlig Erleuchteter, ein Paccekabuddha, ein Schüler des völlig Erleuchteten, und ein Monarch, der im Einklang mit dem Dharma regierte.

## Gegenstände
Zu den verehrten Objekten zählen Erinnerungsstücke an verehrte Personen, Lehren und heilige Schriften. Die praktische Benutzung oder gar Vermarktung von solchen Gegenständen ist verpönt.

## Pilgerstätten
Die wichtigsten buddhistischen Pilgerstätten sind Buddhas Geburtsort Lumbini und der Ort seiner Erleuchtung bei Bodhgaya (beide in Nepal), Sarnath bei Benares, wo er lehrte, und sein Sterbeort Kushinagara (beide in Indien). Angebliche Überreste des Buddhas werden heute in unzähligen Orten wie Stupas, Viharas und anderen Gedenkstätten aufbewahrt und verehrt.

## Handlungen
Respekt wird durch Körper, Sprache und Geist ausgedrückt. Körperlicher Respekt beginnt in kleinen Gesten und reicht bis zu detaillierten Vorschriften wie zum Beispiel jenen der Mönche und Nonnen. Dazu zählen z. B. Kopfbedeckung abnehmen, mit geneigten Kopf vorüber gehen, von Fahrrad absteigen etc. Bekannt ist der Gruß mit gefalteten Händen und Verneigen, zumeist Namaste benannt. Respektspersonen wird stets eine höhere Sitzgelegenheit angeboten. Es ist eine übliche Geste des Respekts, mit seitlich nach hinten geknickten Beinen auf dem Boden zu sitzen. Sitzen mit gekreuzten Beinen kann respektlos wirken. Einem Höhergestellten oder einer Buddhastatue die Beine entgegenzustecken wäre respektlos.
Buddha, Dhamma und Sangha und allen für sie stehenden Dingen (Mönche, Nonnen, Statuen, Relikte…) gegenüber ist es üblich, niederzuknien und sich folgendermaßen zu verneigen: Die Hände werden gefaltet zuerst über die Stirn, dann vor das Gesicht und vor das Herz geführt, dann die Hände nach vorne gestreckt, und man verneigt sich, bis man mit allen fünf Punkten (Unterarme, Beine, Kopf) den Boden berührt. Die fünf Berührungspunkte deuten die fünf Festhalteansammlungen an. Im Gedenken an die drei Juwelen wird die Verneigung dreimal wiederholt. Frauen achten dabei darauf, ihr Gesäß nicht zu heben. Manche Traditionen haben auch Niederwerfungen zu einer dominierenden Praxis gemacht.
Die Regeln der Mönche und Nonnen kennen Körperhaltungen, die es nicht erlauben, Dhamma zu lehren, z. B. wenn ein [Upāsaka|Laie] eine Waffe hält, eine Kopfbedeckung oder Schuhe trägt, sich niedergelegt hat etc.
Bhikkhus haben die Verpflichtung der Verehrung gegenüber dem Buddha, dem Dhamma, der Sangha. Neben diesem sind sie verpflichtet (dienst)ältere Mönche zu respektieren. Den Mönchen ist es dagegen verboten, Respekt gegenüber zehn Arten von Personen zu erweisen: einem frischeren Bhikkhu, einer uneingeweihten Person, einer Frau, einem Paṇḍaka (sexuell abartige Person), einem Bhikkhu einer anderen Schule, der nicht das Dhamma spricht, einem Bhikkhu unter Bewährung, einem Bhikkhu, der zurückgeschickt werden muss, einem Bhikkhu, der Sühne verdient, einem Bhikkhu, der Sühne durchläuft, und einem Bhikkhu, der Wiedereingliederung verdient. (Die letzten fünf sind verschiedenen Stufen der Wiedereingliederung aus einem Saṅghādisesa-Vergehen.)

## Sprache
Neben gewählten Ausdrücken für Tätigkeiten des Gegenübers (z. B. speisen statt essen) oder dessen Besitz (z. B. Kuti statt Haus), sind respektvolle Anreden die Hauptmerkmale im respektvollen Gebrauch der Sprache. "Ehrwürdiger Herr" (Bhante) für einen Bhikkhu und Sāmaṇera, bzw. "Ehrwürdige Frau" (Ayyā) für eine Bhikkhunī und Sāmaṇerī sind gebräuchliche Anreden.
Für Mönche und Nonnen ist es nicht angebracht, Laien wie hilflose Kinder zu behandeln.
Die häufigste Form der Anerkennung sind Gesten der Anerkennung wie Nicken, Verneigen, Lob. Traditionell (wenn zum Beispiel jemand Dhamma gesprochen hat oder eine Lehrrede gegeben hat) drückt man sie mit einem „Sadhu!“ (="Sehr gut!") aus.

## Geisteshaltung
Respekterweisung soll Stolz und Dünkel entgegenwirken und rechte Ansicht zu entwickeln helfen. Dankbarkeit spielt dabei eine große Rolle, und Mudita (Mitfreude an heilsamen Handlungen). Aversion durch Unwissenheit, das dritte Geistesgift, muss verhindert werden.
Eine Geschichte erzählt vom "Zorn fressenden Dämon", der in seinem Übermut Sakka, den König der Götter aufsucht, um sich an dessen Zorn zu nähren. Sakka geht jedoch nicht auf die Provokationen ein, entgegnet ihm respektvoll und zuvorkommend, und der Dämon, keine Nahrung findend, verpufft vor der Götterversammlung. Eine andere Geschichte beschreibt Käfer in einem Kuhfladen, deren stolzer König einen vorsichtig auf sie achtgebenden Elefanten tadelt, nicht respektlos seinen Fuß über sein Königreich zu heben. Der Elefant folgt der Aufforderung und erdrückt das gesamte Reich im Zuge seiner Verneigung.

## Verehrung von Göttern
Auch wenn Beten oder Bitten üblich ist, stellt es keine heilsame Handlung dar. Hilfe durch himmlische Wesen ist möglich, soll aber nicht wie bei einem Geschäft oder Handel verlangt werden. Götter und Devas werden verehrt, weil man sich an ihre vergangenen Verdienste, Qualitäten und Tugenden erinnert. Das Bāhiya Sutta erwähnt einen Asketen, der sich jahrelang ausschließlich der Ehrerbietung hingegeben hat.

## Verschiedene Traditionen

### Puja
Buddhistische Festlichkeiten, die gänzlich dem Akt der Verehrung von Buddha, Dhamma und Sangha gewidmet sind. Diese Ereignisse sind gespickt mit Handlungen der Ehrerbietung.

### Vajrayana
Tibetische Tantriker kennen die 100.000-fache Niederwerfung, um Stolz zu überwinden (siehe Ngöndro). Tibetische Pilger setzen ihren Weg oft fort, indem sie von einer völlig gestreckten Niederwerfung zur nächsten ansetzen. Dabei wird z. B. der Berg Kailash gänzlich in dieser Weise umrundet (52 km), was etwa vier Wochen erfordert. Man kann Pilger den ganzen Weg von ihrem Wohnort bis nach Lhasa sich niederwerfen sehen, manchmal eine Entfernung von 2000 km, und der Vorgang kann bis zu zwei Jahre dauern.